# AMD Turion
Az AMD Turion az AMD márkaneve, a cég 64 bites alacsony fogyasztású (mobil) processzorai, a K8L kódnevűek tartoznak ide. A Turion 64 és a Turion 64 X2 processzorok ellenfelei az Intel mobil processzorai, a Pentium M és az Intel Core és a Intel Core 2 processzorok.

## Tulajdonságok

### Turion 64

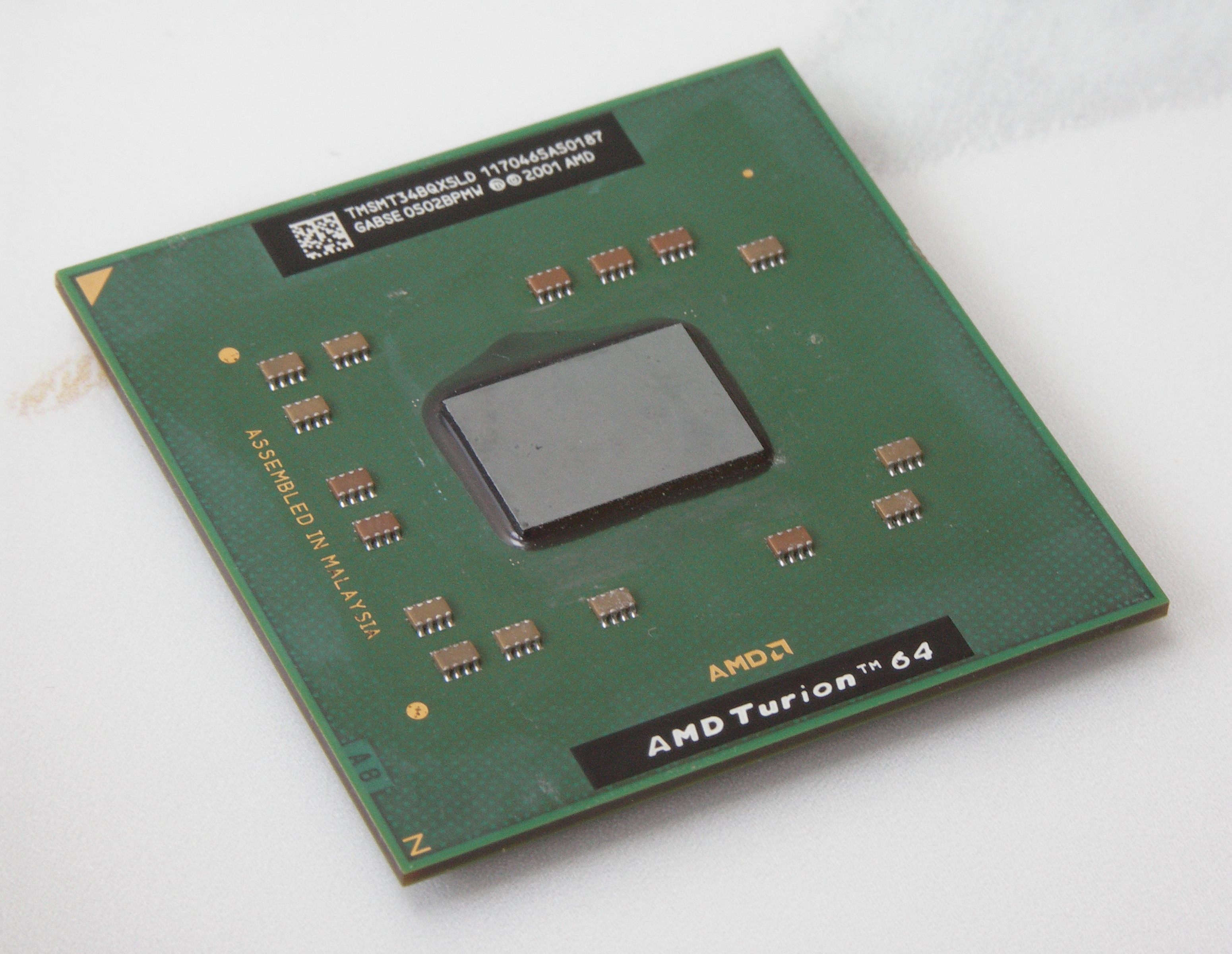
Turion 64 Lancaster MT-34 modell felülről

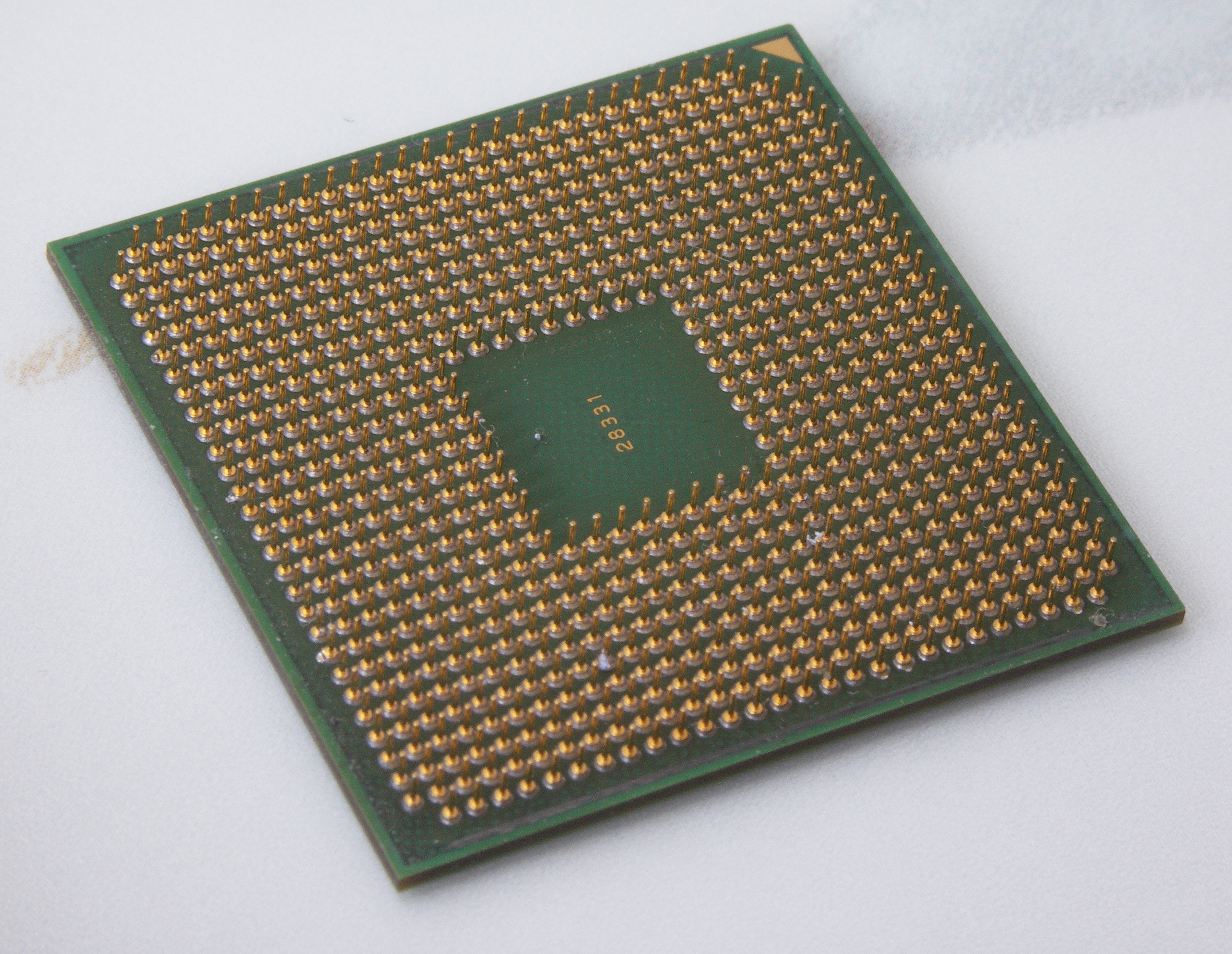
Ugyanaz a modell (MT-34) alulról

A régebbi Turion 64 processzorok kompatibilisek az AMD Socket 754 foglalattal. Az újabb „Richmond” maggal rendelkező modellek AMD Socket S1 foglalattal rendelkeznek. 512 és 1024 KiB L2 (másodszintű) gyorsítótárral rendelkeznek, 64 bites egycsatornás on-die memóriavezérlővel, és 800 MHz-es HyperTransport busszal. Az energiatakarékosságot növelő PowerNow! technológia e processzorok eladásában és használhatóságában központi szerepet játszik.
| AMD Turion processzor család                 | AMD Turion processzor család        | AMD Turion processzor család                                      | AMD Turion processzor család | AMD Turion processzor család |
| Kódnév                                       | Processz                            | Kibocsátás                                                        | Magok                        |                              |
| -------------------------------------------- | ----------------------------------- | ----------------------------------------------------------------- | ---------------------------- | ---------------------------- |
| Lancaster Richmond Sable                     | 90 nm 90 nm 65 nm                   | 2005. március 2006. szeptember 2008. június                       | 1                            |                              |
| Taylor Trinidad Tyler Lion Caspian Champlain | 90 nm 90 nm 65 nm 65 nm 45 nm 45 nm | 2006. május 2007. május 2008. június 2009. szeptember 2010. május | 2                            |                              |

### Turion 64 X2
A Turion 64 X2 az AMD 64 bites kétmagos mobil processzora. Az Intel Core és Core 2 processzorainak vetélytársa. A Turion X2-t 2006. május 17-én jelentették be többszöri halasztás után. Ezek a processzorok Socket S1-es tokozással készülnek és támogatják a DDR2-es memóriákat. Támogatják még az AMD virtualizációs technológiáját, az AMD Virtualization Technology-t és több energiamegtakarító technológiát is használ.

## Érdekesség
- Az angol turion szó jelentése magyarul: sarj, sarjhajtás.